# Ditlev Reventlow (1666-1733)
 Der er flere personer med dette navn, se Ditlev Reventlow.
Ditlev Reventlow (9. september 1666 – 24. januar 1733 i Kiel) var en dansk gehejmeråd.
Han var søn af gehejmeråd Henning Reventlow og Margrethe Rumohr. Han udnævntes 1692 til kammerjunker og medlem af den til undersøgelse af Hertugdømmerne og Grevskaberne nedsatte kommission og fik samme år exspektance som landråd, hvilket han blev 1705. 6. december 1701 udnævntes han til amtmand over den kongelige andel af Slesvig Domkapitel, hvilken stilling han beklædte til 3. februar 1721. 1707 fik han ordre til at tage Butjadinger land og by til len af hertug Anton Ulrik af Braunschweig-Wolfenbüttel. 28. august 1709 blev han Hvid Ridder og 1722 gehejmeråd. Han var formynder for hertuginde Dorothea Christine af Plön ("die Carlsteins") børn og varetog deres interesser hos Frederik IV med stor nidkærhed, hvorom en betydelig korrespondance i Haseldorfs arkiv, der gemmer hans papirer, aflægger vidnesbyrd. Reventlow købte 1722 Gut Stubbe, der 1735 afhændedes af hans arvinger. Hemmelmark ejede han 1692-97. 1707 kaldes han til Höltenklinken (ved Oldesloe, og boede her 1697-1709). Han døde 24. januar 1733.
Reventlow ægtede første gang 20. december 1692 Magdalene Sibylle rigsgrevinde von der Nath (død 10. februar 1717), datter af sachsisk generalfeltmarskal-løjtnant Gerhard rigsgreve von der Nath og Christine Ahlefeldt, anden gang 1721 Margrethe Helvig født Rumohr, enke efter Johan Rudolph Ahlefeldt til Damp.
Han er begravet i Siseby Kirke.